# Laetitia Avia
Laetitia Avia (ur. 29 października 1985 w Livry-Gargan) – francuska prawnik i polityk reprezentująca partię La République En Marche. W wyborach parlamentarnych czerwcu 2017 została wybrana do francuskiego Zgromadzenia Narodowego, reprezentuje departament Paryża.

## Wczesne lata życia i edukacja
Avia i jej rodzina pochodzą z Togo. Jej ojciec studiował inżynierię, a matka była położną. Po przeprowadzce do Francji osiedlili się w Seine-Saint-Denis, na północnych przedmieściach Paryża. We Francji jej rodzice nie mogli znaleźć pracy odpowiadającej ich kwalifikacjom, jej ojciec pracował jako bagażowy i kierowca na lotnisku, a matka jako pielęgniarka. Avia uzyskała obywatelstwo francuskie w wieku 13 lat.
Studiowała w Instytucie Nauk Politycznych w Paryżu i wydziale prawa Uniwersytetu McGilla w Montrealu. Karierę zawodową rozpoczęła w 2016 r. jako prawnik korporacyjny w Darrois Villey Maillot Brochier. Na początku swojej kariery zawodowej zajmowała się sporami korporacyjnymi i była aktywna w projektach w Afryce Subsaharyjskiej. 

## Kariera polityczna
W 2016 r., gdy Emmanuel Macron utworzył partię La République En Marche, Avia przyłączyła się do niej i została powołana na stanowisko eksperta prawnego.
W wyborach parlamentarnych we Francji w 2017 roku Avia startowała z ósmej dzielnicy Paryża, wygrywając z wynikiem 65% głosów. W parlamencie francuskim zasiada w Komisji Prawnej, gdzie pełni funkcję sprawozdawcy ds. przepisów prawnych dotyczących mowy nienawiści. W 2018 roku Avia zaproponowała dodanie lingwicyzmu jako jednej form dyskryminacji. 
Avia jest również członkiem francusko-kanadyjskiej Grupy Przyjaźni Parlamentarnej oraz francusko-ghańskiej Grupy Przyjaźni Parlamentarnej.